# (73347) 2002 JS123
(73347) 2002 JS123 – planetoida z pasa głównego asteroid okrążająca Słońce w ciągu 3,63 lat w średniej odległości 2,36 j.a. Odkryta 6 maja 2002 roku.